# Ása
Ása (hebrejsky: אָסָא), v českých překladech Bible přepisováno též jako Asa či Aza, byl třetím králem Judského království. Jeho jméno se vykládá jako „Lékař“.
Moderní historikové a archeologové uvádějí, že vládl asi v letech 911–870 př. n. l. Podle kroniky Davida Ganse by však jeho kralování mělo spadat do let 2983–3024 od stvoření světa neboli do let 779–737 před naším letopočtem. Své vládní sídlo měl v Jeruzalémě a kraloval 41 let.
Pocházel z rodu Davidova, byl synem a nástupcem krále Abijáma. Na rozdíl od svého otce však byl horlivým náboženským reformátorem – nejen že odstraňoval ze země pohanské modly a kultickou prostituci, ale obnovil bohoslužbu Hospodinu. Cizí kult nestrpěl ani u svých blízkých příbuzných. Proto svou babičku Maaku, jež podporovala kult Ašéry a v rámci něho se zřejmě honosila postavením královny-matky, zbavil královských výsad.
Kolem roku 897 napadl Judsko s velikým vojskem Kúšijec Zerach a byl Ásou v bitvě u Maréši na hlavu poražen. Je možné, že šlo o velitele egyptské armády faraona Osorkona I., který chtěl navázat na úspěchy svého otce Šíšaka. Ten totiž vydrancoval Jeruzalém, když na judském trůně seděl Rechabeám, Ásův děd.
Ása byl též během své vlády ohrožován Baešou, králem severních izraelských kmenů. Proto uzavřel vojenské spojenectví s damašským Ben-hadadem I., načež rozšířil své území dále na sever a vystavěl města Gebu a Mispu.
Za vlády Ásy působili v Judsku proroci Azarjáš a Chananí. Ti mu byli jak rádci, tak kritiky. Ve stáří král Ása trpěl onemocněním nohou. Talmud uvádí, že příčina nemoci spočívala v tom, že k vojenské službě nutil i učence Tóry „a neušetřil ani novomanželé, které odváděl přímo zpod svatebního baldachýnu.“